# Massacre de Bama
Le massacre de Bama a lieu le 19 février 2014 pendant l'insurrection de Boko Haram.

## Prélude
Le 14 février 2014, les habitants de la ville de Bama sont informés par des villageois de Gombale que des combattants de Boko Haram se sont rassemblés dans le village en vue d'une prochaine attaque sur la ville. Cette nouvelle provoque l'exode de centaines d'habitants qui prennent la direction de Maiduguri.
Le 15 février, près de Bama, les djihadistes attaquent Izghe et sept autres villages sur les limites des États de Borno et d'Adamawa, environ 170 civils sont tués, en majorité des chrétiens et 10 000 villageois prennent la fuite,.

## Déroulement
Le 19 février, Bama, ville d'environ 300 000 habitants, est attaquée à son tour. À l'aube, vers 4 heures du matin, les hommes de Boko Haram entrent dans la ville, transportés par des camions,.
Seuls huit hommes des milices d'autodéfense commandés par Baba Ali assurent la garde de la route empruntée par la djihadistes, près du Collège des sciences du gouvernement. Les miliciens tentent brièvement de résister mais ils prennent rapidement la fuite en constatant que les islamistes sont bien mieux équipés et bien plus nombreux. Baba Ali estime leur nombre à plusieurs centaines d'hommes.
Plusieurs bâtiment sont attaqués à l'explosif ou incendiés, notamment des bâtiments publics, le siège du gouvernement local et le domicile du plus haut dignitaire religieux de la région. Selon des habitants, plusieurs personnes meurent brûlées vives dans les incendies.
Après leur raid, les djihadistes battent en retraite. L'aviation nigériane intervient alors et bombarde les fuyards. Le chef de la police de l’État de Borno, Lawal Tanko, déclare : « Je ne peux dire le nombre de tués parmi les assaillants, mais le chiffre est énorme ».

## Bilan
Dans un premier bilan, la police nigériane évoque 47 morts. Le 20 février, Lawal Tanko déclare que le bilan est d'au moins 60 tués mais qu'il pourrait par la suite augmenter. Le même jour, après avoir enterré leurs morts, les habitants de Bama déclarent que l'attaque a fait 98 morts.
Selon Baba Ali, au moins 3 000 maisons sont détruites pendant l'attaque.